# Matías Paredes
Matías Enrique Paredes (Quilmes, 1 februari 1982) is een Argentijns hockeyer. 
Tijdens de Olympische Spelen 2016 won Paredes met de Argentijnse ploeg verrassend de gouden medaille.

## Erelijst
- 2004 – 11e Olympische Spelen in Athene
- 2008 -  Champions Trophy in Rotterdam
- 2012 – 10e Olympische Spelen in Londen
- 2014 –  Wereldkampioenschap in Den Haag
- 2015 –  Pan-Amerikaanse Spelen in Toronto
- 2016 –  Olympische Spelen in Rio de Janeiro